# Fabrice Éboué
Pour les articles homonymes, voir Éboué.
Fabrice Éboué, né le 7 juin 1977 à Maisons-Alfort (Val-de-Marne), est un humoriste, metteur en scène, acteur, scénariste et réalisateur français.

## Biographie

### Jeunesse et formation
Né le 7 juin 1977 à Maisons-Alfort (Val-de-Marne),, Fabrice Éboué est élevé à Vincennes puis à Nogent-sur-Marne,. Ses parents se sont rencontrés à Caen pendant leurs études. Son père, gynécologue‑obstétricien, est d'origine camerounaise et a grandi au Cameroun avant de s’installer en France pour ses études. Sa mère est française, avec des racines normandes, plus précisément dans le Calvados, du côté de Beuvron-en-Auge. Fabrice Éboué a quatre frères et sœurs.
Il est sur le premier Splifton d’ailleurs, Embauche pour la débauche, sorti en 1999. Il rappe sous le pseudonyme de Mr. Faf et il n'a pas qu'un couplet.
Après s'être fait renvoyer du lycée privé Albert-de-Mun, il continue sa scolarité à Branly et Montalembert (Nogent-sur-Marne) ainsi qu'à La Providence d'Amiens. Il arrête le lycée en première, avant de décrocher son baccalauréat en candidat libre.

### 2000-2008: débuts sur les planches et révélation comique au cinéma et à la télévision
Depuis 2000, il se produit sur diverses scènes parisiennes : aux Blancs Manteaux, en 2005, au Théâtre de Dix Heures, au Trianon. Il a ainsi joué deux spectacles, Alleluia ! et Envers et contre tout !, mis en scène par Kader Aoun.
En 2005, il joue le rôle d'un curé fou dans un court-métrage de Francis Lalanne, aux côtés de Jean-Pierre Castaldi et de Christian Décamps.
Mais c'est l'année 2006 qui marque un tournant : il fait partie de la bande de jeunes humoristes choisis par Jamel Debbouze pour former la bande du Jamel Comedy Club. Il est sociétaire de la troupe jusqu'en 2008, aux côtés notamment de Frédéric Chau, Amelle Chahbi, Blanche Gardin ou encore Thomas N'Gijol. Avec ces deux derniers, il écrit une série imaginant les coulisses de leurs aventures, intitulée Inside Jamel Comedy Club. Composée de huit épisodes, l'unique saison est diffusée par Canal+ début 2009.
Parallèlement, il se fait connaître dans une émission télévisée : septembre 2006 jusqu'à l'arrêt du programme en juillet 2008, il participe aussi à T'empêches tout le monde de dormir, l'émission de Marc-Olivier Fogiel sur M6.

### 2008-2014: la radio, la scène, débuts au cinéma, auteur pour la télévision
De 2008 à 2014, il officie régulièrement en tant que chroniqueur dans On va s'gêner, l'émission de Laurent Ruquier sur Europe 1. Il s'impose même en tant que pilier de l'émission durant les dernières années. En 2014, il suit Laurent Ruquier et rejoint ainsi Les Grosses Têtes sur RTL, dans laquelle il intervient moins régulièrement.
Lors de l'ouverture du théâtre Comedy Club, 42, boulevard de Bonne-Nouvelle à Paris, en avril 2008, Thomas N'Gijol et Fabrice Éboué ont inauguré cette nouvelle scène.
En mars 2009, l'humoriste a été élu « Macho d'argent » par les Chiennes de garde pour la phrase : « Le féminisme, c'est pas seulement des femmes autoritaires ou des mal-baisées, c'est aussi des lesbiennes ! ». Il est venu en personne chercher son prix.
En 2010, il tient un second rôle dans la satire Fatal, de Michaël Youn.

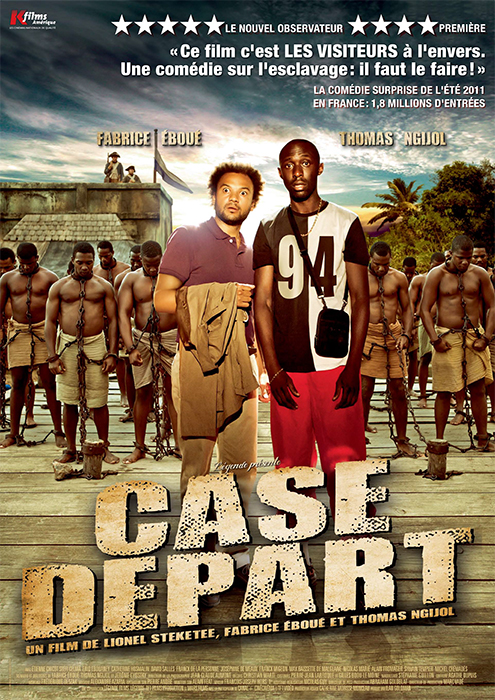
Fabrice Éboué réalise avec Thomas N'Gijol Case départ, qui est un succès à sa sortie.

En octobre 2010, il réalise son premier film avec son ancien compère du Jamel Comedy Club, Thomas N'Gijol, intitulé Case départ, une comédie sur l'esclavage, dont l'action se passe aux Antilles. Il y est également l'un des acteurs principaux ainsi que le scénariste.
En 2011, la chaîne Comédie ! diffuse la série qu'il a écrite avec Jérôme L'Hotsky, United colors of Jean-Luc.

### 2014-2017: scénariste et réalisateur pour le cinéma
En 2014, il co-réalise et scénarise Le Crocodile du Botswanga, une comédie contemporaine traitant de la Françafrique et qui caricature certains hommes de pouvoir africains.
Fin 2016, il renoue avec la réalisation en tournant CoeXister, une comédie centrée sur un groupe de musique composée d'un imam (Ramzy Bedia), d'un rabbin (Jonathan Cohen) et d'un curé (Guillaume de Tonquédec). Eboué se confie quant à lui le rôle du producteur du groupe. Le film accumule 650 000 spectateurs pour un budget estimé à 10 millions d'euros.

### Depuis 2018
L'humoriste effectue son troisième one-man-show, Plus rien à perdre, qui reçoit une nomination au Molière de l'humour lors de la 30e cérémonie, face à Jérôme Commandeur, Jamel Debbouze, Blanche Gardin et Manu Payet ; Blanche Gardin remportera la récompense.
Fin 2021, il présente son quatrième long métrage comme réalisateur, Barbaque. Il y incarne un boucher de banlieue qui affronte des militants végans.
En 2023, il réalise un film parodiant le Puy du Fou. Tourné sous forme de faux documentaire, Gérald le Conquérant met en scène « un illuminé nostalgique du royaume de Normandie » incarné par le réalisateur. La distribution est complétée par Vincent Solignac, Jean-François Cayrey, Serge Da Silva, Joaquim Fossi et Alexandra Roth entre autres. Tourné en Normandie, le film est produit par Cinéfrance Studios et distribué UGC.

### Vie privée
Depuis 2007, Fabrice Éboué est le compagnon de la comédienne et humoriste Amelle Chahbi. Le 15 janvier 2015, Amelle a donné naissance à leur premier enfant, un garçon prénommé Naël.
Le 1er décembre 2018, il révèle sur le plateau de l'émission Les Terriens du samedi ! être séparé de sa compagne, après onze ans de vie commune.

## Spectacles

### Comédien
- 2010 : Faites entrer Fabrice Éboué , Théâtre Le Temple, Casino de Paris
- 2013 : Fabrice Éboué, levez-vous , Comédie-Caumartin, Casino de Paris, Olympia
- 2017 : Fabrice Éboué, plus rien a perdre, théâtre de la Renaissance[19]
- 2022 : Adieu Hier[20]

### Metteur en scène
- 2011 : Amour sur place ou à emporter, avec Amelle Chahbi et Noom Diawara, Théâtre Le Temple
- 2011 : Comedy Gospel de Claudia Tagbo, Théâtre des Mathurins
- 2012 : Crazy de Claudia Tagbo, L'Européen

## Filmographie

### Acteur

#### Cinéma
- 2007 : Léthé (court métrage) d'Antonin Martin-Hilbert
- 2010 : Fatal de Michaël Youn : Bruce Keita
- 2011 : Case départ de lui-même, Lionel Steketee et Thomas Ngijol : Régis / Gaspard
- 2011 : Sans pudeur ni morale de Jean-Pascal Zadi
- 2013 : Denis de Lionel Bailliu : Vincent
- 2014 : Le Crocodile du Botswanga de lui-même et Lionel Steketee : Didier
- 2014 : Amour sur place ou à emporter d'Amelle Chahbi : Bernard
- 2014 : Fastlife de Thomas Ngijol : Patoche (caméo)
- 2017 : Coexister de lui-même : Nicolas Lejeune
- 2020 : Tout simplement noir de Jean-Pascal Zadi : Lui-même
- 2021 : Barbaque de lui-même : Vincent Pascal
- 2024 : Heureux Gagnants de Maxime Govare et Romain Choay : Paul
- 2025 : Gérald le Conquérant[21]

#### Doublage
- 2009 : Le Chihuahua de Beverly Hills de Raja Gosnell : Delgado (voix française)

### Scénariste
- 2009 : Inside Jamel Comedy Club
- 2011 : Case départ
- 2014 : Le Crocodile du Botswanga
- 2017 : Coexister
- 2021 : Barbaque

### Réalisateur
- 2011 : Case départ coréalisé avec Lionel Steketee et Thomas N'Gijol
- 2014 : Le Crocodile du Botswanga coréalisé avec Lionel Steketee
- 2017 : Coexister
- 2021 : Barbaque
- 2025 : Gérald le conquérant

## Parcours en radio
- 2008-2014 : chroniqueur régulier dans On va s'gêner, l'émission de Laurent Ruquier sur Europe 1.
- depuis 2014 : sociétaire des Grosses Têtes sur RTL, émission dans laquelle il intervient moins régulièrement.

## Musique
- 1999 : Rappeur sur Embauche pour la débauche du Club Splifton sous le nom de Mr. Faf
- 2004 : Interlude sur l'album J'arrive Jamais d'Aelpéacha sous le nom de Dr Fabrice
- 2006 : Rappeur sur le titre Fais ce qu'il te plait sur l'album-compilation Lâche 7 M*rde d'Aelpéacha sous le nom de Dr Fabrice
- 2007 : Interlude sur l'album 50/50 d'Aelpéacha & J'L'Tismé (de Tout simplement noir)
- 2008 : Interlude sur l'album Le Pèlerinage d'Aelpéacha sous le nom de Pasteur Fabrice
- 2008 : Citation du poème Le Mal sur l'album hommage à Arthur Rimbaud réalisé par le compositeur / joueur de didgeridoo Raphaël Didjaman sur le label Musical Tribal zik Records
- 2009 : Interlude sur l'album Le Pèlerinage : Golden Throat Edition d'Aelpéacha sous le nom de Pasteur Fabrice
- 2009 : Rappeur sous le nom de Dr Fabrice et une interlude sous le nom de Pasteur Fabrice sur l'album Studio Delaplage : Chargé d'Aelpéacha.
- 2010 : Il parodie Mignon, Mignon, le tube de René la Taupe, en se déguisant en lézard avec des paroles provocatrices.
- 2011 : Lors du tournage de son film Case départ, il participe à La Zagada avec Thomas N'Gijol, morceau qui parodie les tubes de l'été, et le style de musique Coupé-décalé (notamment les chansons du groupe Magic System).

## Distinctions

### Nominations
- Molières 2018 : Molière de l'humour pour Plus rien à perdre
- Molières 2024 : Molière de l'humour pour Adieu Hier

### Décorations
- 2012 :  Chevalier de l'ordre des Arts et des Lettres[22]